# Saint-Martin-de-Bienfaite-la-Cressonnière

Saint-Martin-de-Bienfaite-la-Cressonnière este o comună în departamentul Calvados, Franța. În 1 ianuarie 2022 avea o populație de 530 de locuitori.